# Andrei Mihailescu

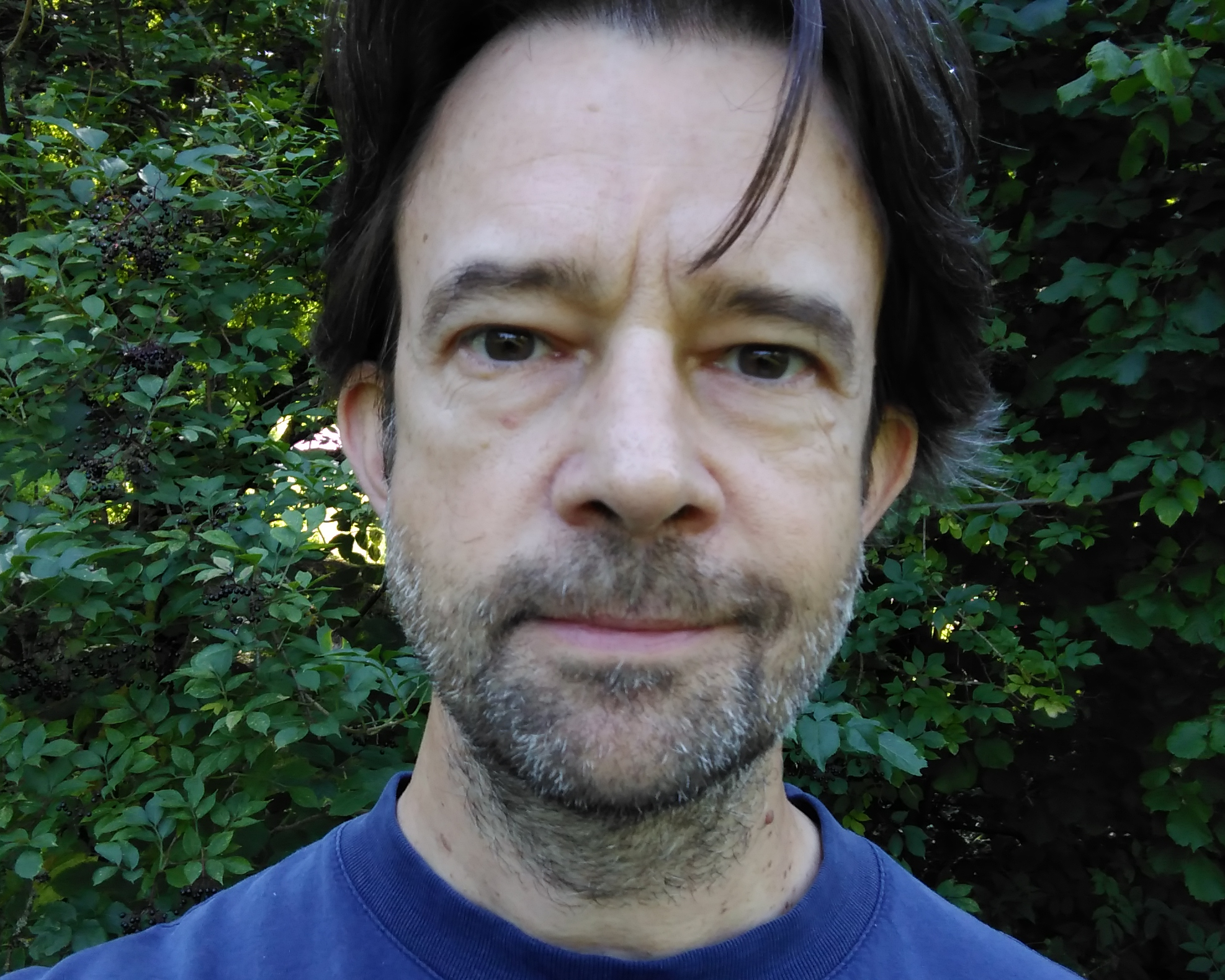
Andrei Mihailescu (2021)

Andrei Mihailescu (rumänisch Mihăilescu; * 1965 in Bukarest) ist ein Schweizer Schriftsteller rumänischer Herkunft.

## Leben
Andrei Mihailescu wurde 1965 in Bukarest geboren. 1981 floh er mit seinem Vater in die Schweiz nach Basel, wonach er 1984 nach Zürich umzog. Hier studierte er Informatik an der ETH Zürich, später Politikwissenschaften und Ethnologie an der Universität Zürich. Er engagierte sich bei Amnesty International und danach in einem eigenen Verein für Menschenrechte AREDA (Association for Research and Promotion of Participative Democracy in Eastern Europe), den er 2008 verließ.
2015 erschien im Nagel & Kimche Verlag sein Debütroman Guter Mann im Mittelfeld, der mit einem Werkpreis des Kantons Zürich ausgezeichnet wurde. Er wurde ins Rumänische übersetzt. Der Roman spielt zwischen 1981 und 1984 in Rumänien. Mihailescu untersucht darin zwei Milieus: die Nomenklatura und die urbane Mittelschicht. Der Autor, der sein Herkunftsland regelmäßig besucht, sagte in einem Interview über die Motivation des Romans: «Weil man vieles, das heute in Rumänien geschieht, nur verstehen kann, wenn man die Achtzigerjahre unter Ceaușescu kennt».
Mihailescu lebt in der Nähe von Zürich und arbeitet als Informatiker.

## Werke
- Guter Mann im Mittelfeld. Roman. Nagel & Kimche Verlag, Zürich 2015, ISBN 978-3-312-00669-4.